# Zastava 1300/1500
El Zastava 1300/1500 es un modelo de auto del fabricante yugoslavo /serbio de automóviles Zavod Crvena Zastava; producido en el periodo de 1963 a 1980; en la planta de Kragujevac, Serbia. El coche fue el resultado que obtuvo el gobierno de Yugoslavia (así como otros regímenes) de la extensa cooperación brindada por la casa italiana Fiat, aparte; de que fue primero de los coches de construcción local que se hizo en el ámbito de las asociaciones con muchos de los productores de la Europa oriental. Dichos modelos ensamblados con licencia de la Fiat fueron basados en coches desfasados del mercado, y entre ellos estuvieron el 1300 y el 1500, estos fueron renombrados como Zastava 1300/1500, y que respectivamente tuvieron algunos cambios estéticos menores. La fábrica Zastava tomó la producción por su cuenta del 1300 cuando Fiat cesó su producción. El mejor equipamiento que se le podía adicionar le sería dotado y dichos modelos pasaron a llamarse DeLuxe y 1300E. Su producción siguió hasta bien entrados los años ochenta, y no resultó como en el caso ruso; en el que se tomó el siguiente modelo.

## Historia
El Zastava 1300/1500 surge de los acuerdo de cooperación entre el gobierno socialista italiano y diferentes gobiernos socialistas/comunistas de Europa y de África, en donde ante la necesidad de una rápida industrialización, la firma FIAT cede algunas de sus licencias de construcción y capacita a los técnicos de producción de cada uno de los países interesados, ayuda al montaje y la construcción licenciada de coches.
El 1300 sería el primer modelo de automóvil y de coche Fiat hecho en Yugoslavia/Serbia, en la planta de Zastava, diferenciándose por ser en algunos aspectos más logrado que el coche original, siendo incluso comercializado con bastante éxito en el exterior.
Este coche sería reemplazado ya lejanamente por el Zastava 101, y este a su vez por el Zastava 128. Ya desde entonces la marca de comercialización cambiaría, de ser coches Zastava, pasaría a denominarse Yugo. Ahora, y después de la guerra, la planta Zastava se encuentra en manos del fabricante italiano Fiat, y en ella ya se producen coches notablemente modernos, siendo este el primero en abrir la cooperación de dicha planta con el conglomerado italiano.

### En Colombia
El Zastava fue uno de los primeros coches de procedencia comunista que se ensambló en Colombia; su fábrica fue la planta de don Leonidas Lara (hoy es la C.C.A), entre los años 1969 y 1972. Siendo la versión yugoslava del Fiat 1300 la que fuera lanzado en 1961 en Italia, y dos años después en el país balcánico; resultó ser un coche bastante económico y muy resistente, gracias a la calidad de sus materiales y a su notable ingeniería. A lo largo de su fabricación en Colombia, compitió con los grandes autos norteamericanos (las famosas "catedrales en cuatro ruedas"), por esa entonces amos y señores de las vías, y con los recién llegados Renault, Dodge y Simca, también ensamblados en Colombia.
El ensamble local se hacía con CKD traído de Yugoslavia, proveniente de la planta Zavod Crvena Zastava (Fábrica Bandera Roja) en Kragujevac, Serbia, a 100 kilómetros de Belgrado (capital de dicha nación). El Zastava 1.300 se conoció por primera vez en Colombia en 1966 en el servicio de transporte público de taxis, cuando llegaron unos pocos importados, pintados de gris y con un particular detalle "ajedrezado" circundando el techo, y que adicionalmente tenían una apariencia frontal diferente a la del modelo italiano. Los Zastava eran vehículos fuertes y durables, gran cantidad de los producidos en Colombia ruedan todavía por nuestras calles y carreteras.
Se les criticaba el delicado sistema eléctrico, heredado del diseño de la Fiat; el cual requiere unas manos expertas y cuidadosas que intervengan su estructura con éxito. No tuvieron el éxito en ventas que tuvo Renault en esos años, pero sin duda fueron usados constantemente en recorridos diarios, y en manos ahora de muchas personas que los aprecian y conservan con gran esmero y cariño. 
Venían a competir con los grandes taxis norteamericanos, Chevrolet, Ford y Dodge La razón para recurrir a tal práctica se debía, a que era más barato que el italiano, e incluso se podía canjear por café, algo similar ocurrió al tiempo y posteriormente con los Fiat Polski 125P y el Warszawa de origen polaco (FSO), el 128 de origen argentino, el 147 de origen brasilero y el 750Z mal llamado localmente "Topolino", también de Yugoslavia, y contra los pequeños europeos que comenzaban a llegar tímidamente, Renault 10 (importado de España), Skoda Octavia SW (traído de Checoslovaquia), con una curiosa y particular configuración de carrocería de únicamente con tres puertas, dos al lado derecho (para los pasajeros) y una al izquierdo (conductor).
Desfortunadamente todos los coches anteriormente citados, entre ellos el Zastava 1300; tuvieron una muy efímera presencia, principalmente por el rudo trato, su falta de garantía, la falta de repuestos y de una representación seria.

## Características

### Diseño
El Zastava tenía una carrocería de 4 puertas y tres volúmenes, con motor de 4 cilindros, 1.295 c.c, con cámaras de combustión polisféricas, carburador doble y una potencia de 72 caballos. Usaba cardan para transmitir la potencia a las ruedas traseras. La caja de cambios era manual de 4 velocidades adelante y la palanca venía montada en la columna de dirección, en los modelos de 1975 y 1976, esta palanca fue montada en el piso, el embrague se accionaba hidráulicamente. El sistema de frenos era de disco adelante y campana atrás en los autos de 1969, en los posteriores se comenzaron a usar discos también para las llantas traseras, lo que sumado a un sistema de asistencia poderoso, convertía al sistema de frenos del Zastava en algo delicado de operar para conductores poco habituados a su funcionamiento sobreasistido. La suspensión delantera era independiente y la trasera usaba eje rígido montado sobre ballestas. El peso total del vehículo vacío era 920 kilogramos y su velocidad máxima de 140 kilómetros/hora.
Este modelo se vendía también en Europa con motor de 1.500 c.c (el mismo del Polski Fiat 125P) que producía 83 caballos. La mayor diferencia con el 1.300 radicaba en su mayor longitud entre ejes (20 centímetros más).De este modelo llegaron algunas unidades Fiat, importadas por Corauto, que se diferenciaban de su hermano yugoslavo, en que traían la tapa de gasolina en el guardabarros trasero izquierdo y no debajo del stop del lado mismo. Adicionalmente el modelo italiano venía con stops de forma y tamaño diferente.

## Modelos
Los modelos de primera serie (1969-1972) tenían defensas totalmente metálicas, incluso los protectores, además los rines tenían huecos alargados y las copas cromadas eran más grandes. Mecánicamente, las barras tensoras de las llantas delanteras incluían rótulas. 
Los de segunda serie (1973-1974) tenían defensas metálicas, pero sus protectores tenían caras de caucho sobresaliente, los rines traían más ranuras (redondas) y eran los mismos que se usaban en el Fiat 128. Las copas también eran cromadas pero más pequeñas que las del modelo anterior. Mecánicamente, las barras tensoras estaban hechas en una sola pieza, no usaban rótulas. 
Los de la tercera serie (1975-1977) Fueron muy pocos, la única diferencia consistía en que traían montada la palanca de cambios en el piso en lugar de la columna de dirección como sucedía en los autos de las series anteriores.

## Dimensiones
- Longitud: 4.030 mm
- Anchura: 1.545 mm
- Altura: 1.440 mm
- Batalla: 2.425 mm
- Vía delantera: 1.295 mm
- Vía trasera: 1.273 mm
- Peso en vacío: 960 kilogramos